# Ганс-Детлеф Гергудт фон Роден
Ганс-Детлеф Гергудт фон Роден (нім. Hans-Detlef Herhudt von Rohden; 23 вересня 1899, Лігніц — 14 грудня 1951, Вісбаден) — німецький офіцер, генерал-майор люфтваффе. Кавалер Німецького хреста в золоті.

## Біографія
Учасник Першої світової війни. Після демобілізації армії залишений у рейхсвері. З 1 листопада 1929 по 1 серпня 1933 року працював у секретній авіашколі в Липецьку, оскільки вільно володів російською мовою.
У складі штабу 1-ї навчальної ескадри 1-го повітряного флоту брав участь у Польській кампанії. З 1 жовтня 1939 року — командир курсу і викладач тактики 2-го військово-повітряного училища в Берліні-Гатові. З 2 червня по 26 липня 1940 року — командир 4-ї бомбардувальної ескадри. 26 липня поранений, до 30 вересня перебував у лазареті. З 1 по 14 жовтня 1940 року — у штабі 4-ї бомбардувальної ескадри. З 15 жовтня 1940 року проходив курс офіцера генштабу у Військово-повітряній академії. З 20 лютого 1941 року — послідовно начальник генштабу 4-го і 9-го авіакорпусу, 1-го і 4-го повітряного флоту. Учасник німецько-радянської війни. 1 травня 1945 року взятий в полон американськими військами. Звільнений 26 листопада 1947 року. Один із організаторів Берлінського повітряного мосту.

## Звання
- Фенріх (30 вересня 1917)
- Лейтенант (4 серпня 1918)
- Обер-лейтенант (1 листопада 1925)
- Ротмістр (1 серпня 1933)
- Майор (1 вересня 1935)
- Оберст-лейтенант (1 лютого 1938)
- Оберст (30 липня 1940)
- Генерал-майор (1 жовтня 1943)

## Нагороди
- Залізний хрест 2-го і 1-го класу
- Нагрудний знак «За поранення» в чорному
- Почесний хрест ветерана війни з мечами
- Нагрудний знак пілота
- Медаль «За вислугу років у Вермахті» 4-го, 3-го і 2-го класу (18 років)
- Медаль «У пам'ять 1 жовтня 1938» із застібкою «Празький град» (20 вересня 1939)
- Застібка до Залізного хреста 2-го і 1-го класу
- Нагрудний знак «За поранення» в чорному
- Орден Зірки Румунії, командорський хрест з мечами на стрічці за «військову доблесть» (19 вересня 1941)
- Орден «Доблесний авіатор», золотий хрест (Румунія) (3 листопада 1941)
- Німецький хрест в золоті (12 липня 1943)